# Melanodera
A Melanodera a madarak osztályának verébalakúak (Passeriformes) rendjébe és a tangarafélék (Thraupidae) családjába tartozó nem.

## Rendszerezésük
A nemet Charles Lucien Jules Laurent Bonaparte francia ornitológus 1850-ben, az alábbi 2 faj tartozik ide:
- feketetorkú patagónpinty (Melanodera melanodera)
- kantáros patagónpinty (Melanodera xanthogramma)

## Előfordulásuk
Dél-Amerika déli részén honosak. Természetes élőhelyeik a mérsékelt övi erdők, gyepek és cserjések, szubtrópusi és trópusi síkvidéki és hegyi esőerdők, gyepek és cserjések, valamint legelők.

## Megjelenésük
Testhosszuk 15-17 centiméter körüli.